# World Register of Marine Species
World Register of Marine Species (WoRMS) je on-line taxonomická databáze obsahující autoritativní údaje o mořských organismech s cílem poskytnout jejich vyčerpávají přehled.
Záznamy o jednotlivých skupinách organismů spravují a editují pouze specialisté - vědci. Tito taxonomové kontrolují kvalitu záznamů. Primární zdroj i oporu pro kontrolu záznamů představují primární vědecká literatura, externí regionální databáze a specializované databáze pro jednotlivé taxony.
V registru se vedou seznamy platných jmen organismů včetně synonym. Taxonomické záznamy se průběžně aktualizují podle současného stavu poznání.
Sídlo registru je v belgickém Ostende.